# 北海道道135号美唄富良野線
北海道道135号美唄富良野線（ほっかいどうどう135ごう びばいふらのせん）は、北海道美唄市と富良野市を結ぶ道道（主要地方道）である。

## 概要
道央と富良野を結ぶルートとして、北海道道116号岩見沢三笠線・国道452号とともに利用される。富良野市と芦別市の区間は富芦道路、長らく未開通となっていた美唄市と芦別市の区間は幌子道路、とも通称される。

### 路線データ
- 起点：北海道美唄市字美唄1095番1（国道12号交点）
- 終点：北海道富良野市字島ノ下4610番5（国道38号交点）
- 実延長：55.8キロメートル (km)[1]

- 冬期通行止め区間：美唄市1849番１地先（美唄ダム管理所） - 芦別市咲別国有林石狩空知森林計画区空知森林管理署4122林班い４小班地先（国道452号交点）[1][2]

## 歴史
かつては美唄炭山線（路線番号旧219）と白川美唄線（路線番号871、一部区間）の道道2本で結ばれていた。これらを廃止して新たに認定した路線である。
- 1993年（平成5年）5月11日 - 道道白川美唄線の一部が、美唄富良野線として主要地方道に指定される[3]。
- 1994年（平成6年）
  - 4月1日 - 1098号として路線認定[4]。
  - 10月1日 - 路線番号を135号に変更[5]。

- 1998年（平成10年） - 芦別市 - 富良野市間（富芦道路）開通[6]
- 2024年（令和6年）8月26日 - 未開通となっていた美唄市美唄ダムから芦別市三段滝までの区間を、26日17時に供用開始して全線が開通した[1][2]。

### 未開通区間（美唄市美唄ダム - 芦別市三段滝）開通までの経緯
- 1984年（昭和59年）：一般道道白川美唄線として開発道路指定[7]
- 1987年（昭和62年）：国の直轄事業（開発道路）として事業化[7]
- 1994年（平成6年）：美唄富良野線として指定変更[7]
- 2004年（平成16年）時点での事業再評価では平成20年代前半の事業完了を目指すこととしていた[7]。
- 2010年（平成22年）から、北海道へ事業移管し、北海道の事業として整備継続[1]

- 2018年度までに完成する予定で着工したが、区間内に斜面崩壊・雪崩の危険があり東美唄トンネルを新設するため、開通を2020年度へ変更[8]した。
- 開通を2022年度へ延期した。
- 2022年（令和4年）9月、新たな地滑り対策工事箇所の追加や大雪など天候不良の対処に想定以上の時間を費やしたことから、開通を2023年度へ変更[9]。
- 2023年（令和5年）9月5日、芦別美唄富良野3市合同工事視察で空知総合振興局札幌建設管理部は、2024年度開通予定となる旨を説明[10]。『主要道道美唄富良野線整備促進期成会』の道道美唄富良野線交付金事業現場見学会では、2024年7月開通と説明された[11]。
- 2024年8月26日に開通[1]。当面の間、冬季は通行止めとすることとしている[2]。

## 路線状況

### 重複区間
- 芦別市芦別 - 芦別市芦別（国道452号）
- 重用延長：4.9Km

### 道路施設
主なトンネル
- 東美唄トンネル（延長654m）
- 幌子トンネル（延長1,821m）[12]
- 大滝トンネル（延長411m）
- 富芦トンネル（延長2,729m）

## 地理

### 通過する自治体
- 空知総合振興局
  - 美唄市
  - 芦別市
- 上川総合振興局
  - 富良野市

### 交差する道路
- 美唄市
  - 国道12号 - 東1条北5丁目（起点）

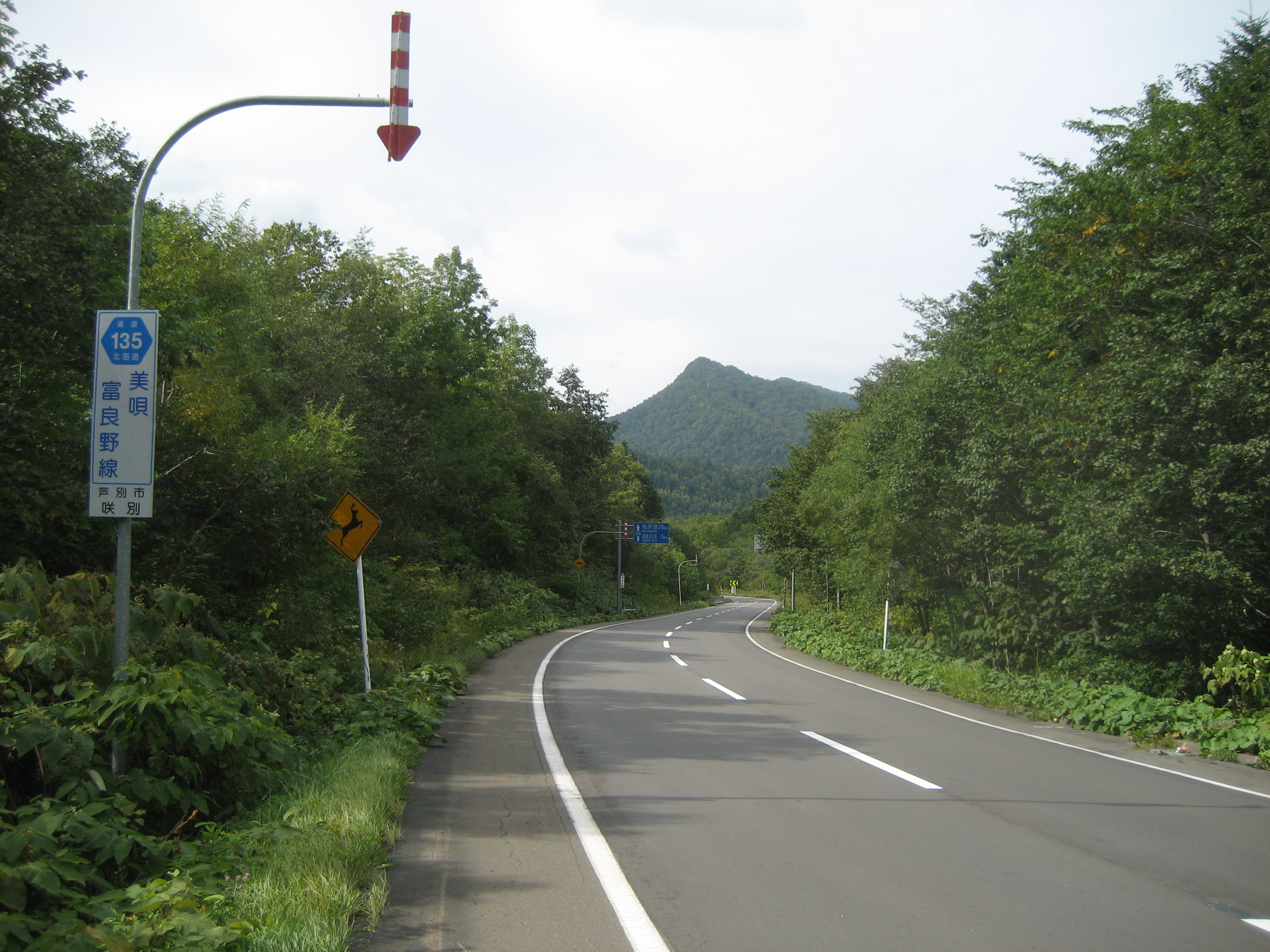
芦別市咲別付近

  - 北海道道1130号砂川奈井江美唄線 - 東4条北5丁目
  - 道央自動車道美唄IC - 東明1条1丁目
- 芦別市
  - 国道452号 - 奥芦別
- 富良野市
  - 国道38号 - 島ノ下（終点）

### 沿線にある施設など
- 美唄市
  - 東明西簡易郵便局 - 東7条北4丁目5-11
  - 東明郵便局 - 東明3条2-1-14
  - 三菱鉱業美唄鉄道線 東明駅跡
  - 安田侃彫刻美術館 アルテピアッツァ美唄 - 落合町
  - 美唄国設スキー場 - 東美唄町
  - 美唄ダム - 東美唄町
- 富良野市
  - ハイランドふらの ラベンダーの森 - 島ノ下